# Богородицька вулиця (Херсон)
Богородицька вулиця — вулиця в Херсоні, розташована в Центральному та Корабельному районах, з'єднує проспект Незалежності з Корабельною площею. Формує єдину лінію вулиць із Портовою, що спрямована від проспекту Незалежності в протилежний бік — на схід
Лише у другій половині XIX ст. формування сучасної вулиці Богородицької завершилося, але її східна і західна частини ще довгий час носили окремі назви.

## Історія

### Вулиця Богородицька
Вулиця почала формуватися в кінці XVIII ст. та показана на першому проекті передмістя 1779 року. У першій половині XIX ст. її східна частина в основному була забудована й отримала назву Богородицької. Вулиця отримала свою назву від старообрядського храму Пресвятої Богородиці (Монастирьок), який згодом було названо Свято-Різдвяно-Богородницьким єдиновірницьким.
У 1927 році вулиця Богородицька була перейменована на Червонофлотську, а через 86 років вулиці було повернуто історичну назву.

### Вулиця Волохинська (Болотяна)
Вулиця Волохинська займала західну частину сучасної Богородицької від вулиці Ратушної до Корабельної площі. На плані міста 1855 вона вказана під назвою «Болотяна», оскільки знаходилася у низині і часто затоплювалася паводками. У 1842 році були побудовані загороджувальна дамба і набережна, але ця місцевість залишалася сирою. У 1845 році був затверджений проект засипки боліт вздовж берега річки Кошовий. 30 червня 1847 на проведення цих робіт із залишків земського збору Новоросійського краю було асигновано 48,606 рублів 75 копійок. Самі роботи розпочалися пізніше й були завершені у 1852 році, причому витрачено було всього 7,270 рублів.
На початку XX століття вулиця Болотяна була перейменована в Волохинську, в честь Івана Кириловича Волохина, який у 50-х роках XIX століття обіймав посаду міського голови. На місці осушених боліт на цій вулиці він розвів сад, який в народі називався «Волохинським». Сини Івана Кириловича — Іван та Олександр — були відомі в Херсоні як великі підприємці та громадські діячі. Родина Волохиних тримала будинок на цій вулиці (Богородицька, 40). На початку XX століття будинок належав Віктору Івановичу Волохину. Тут знімала квартиру відома родина Бурлюків, в гостях у якій бували відомі художники та письменники.
На початку XX століття вулиця була вимощена гранітом і забудована одноповерховими будиночками. Основне населення вулиці булиці на той час — люди небагаті, а сама вулиця була забудована переважно приземкуватими будиночками з дерев'яними парканами і городами та більше нагадувала село. Будівлі, які знаходилися ближче до вул. Воронцовської, були багатше й виглядали солідніше.
У 1927 році Волохинська була перейменована у вулицю Пролетарську, а згодом об'єднана з вулицею Червонофлотською.

## Опис

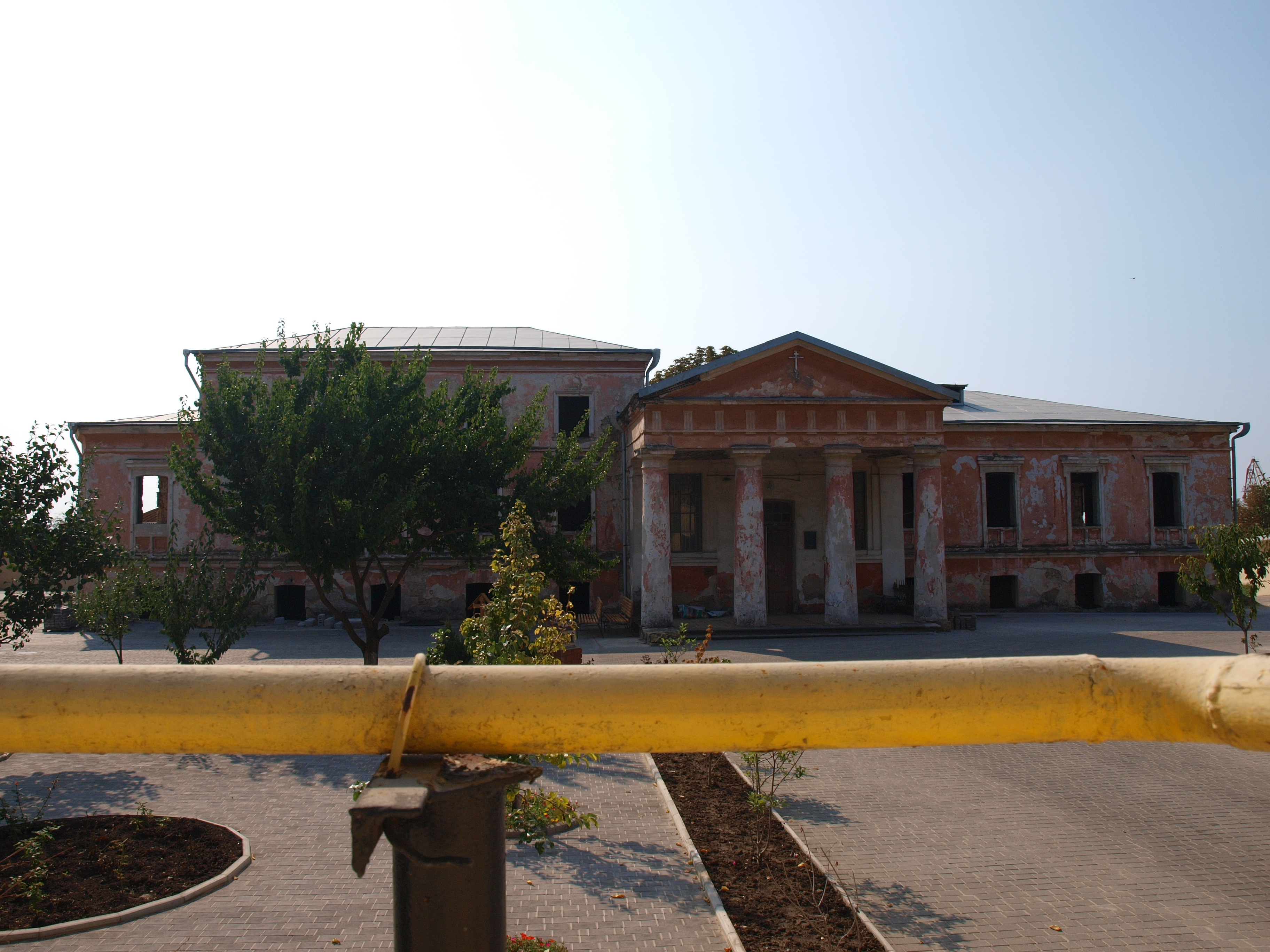
Колишній санаторій «Дніпро»

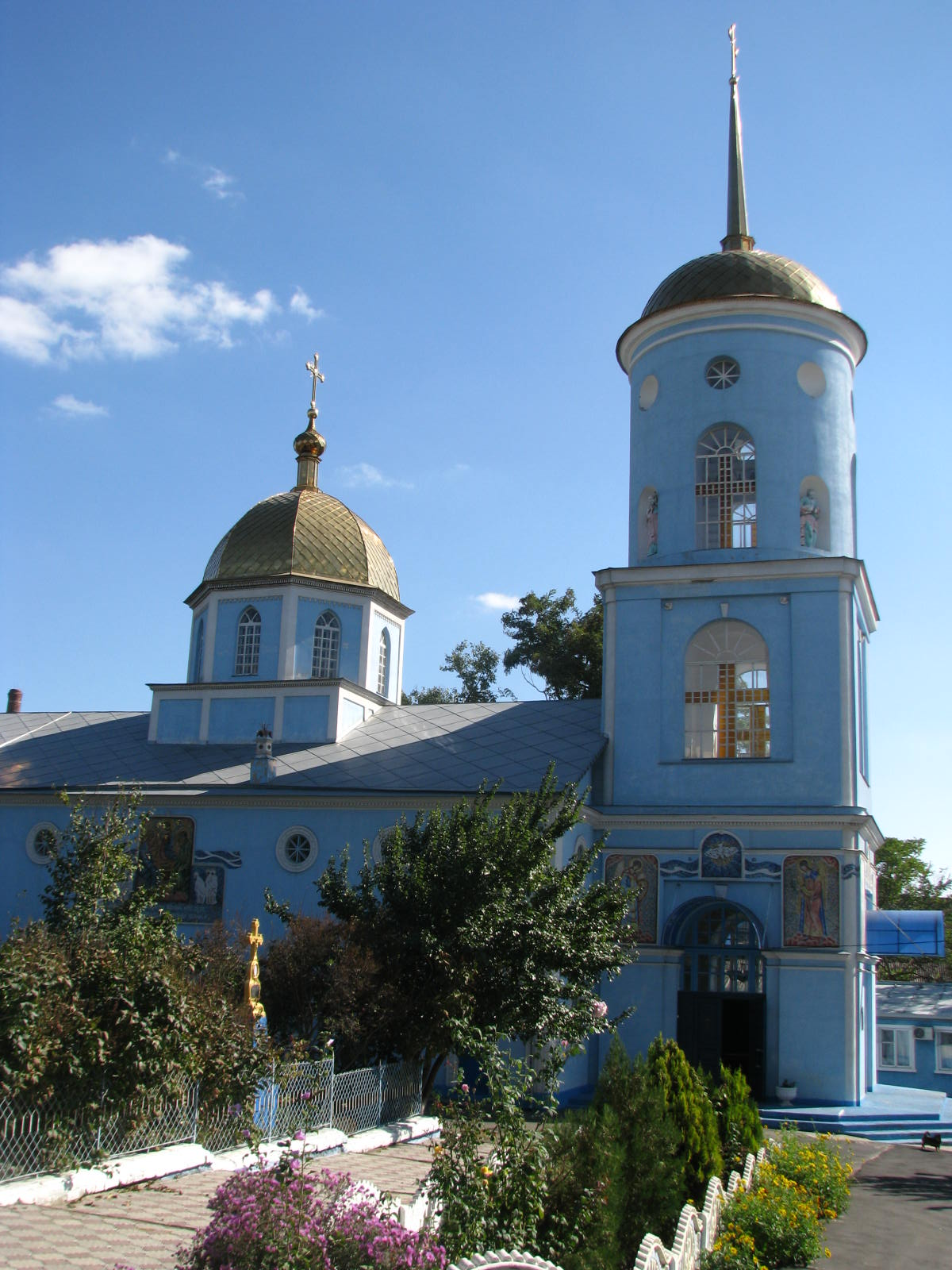
Греко-Софійська церква

Вглиб від червоної лінії відступає будинок № 1, який є пам'яткою архітектури. Побудований у 1820 р. в стилі класицизму, має чотириколонний портик тосканського ордера. За радянських часів тут розміщувався дитячий санаторій «Дніпро».
Будівлю, де нині знаходиться музичне училище (буд. № 7). було зведено в першій половині XIX ст. для духовного училища, серед учнів якого були семінаристи з Боснії та Герцеговини та Болгарії.
У будинку № 10/5 знаходився клуб туристів «Славута».
На вул. Богородицькій розташований найстаріший зі збережених у місті храмів — Греко-Софійська церква (буд. № 11) — пам'ятка архітектури, зведена у 1780 році.
На місці нинішнього житлового будинку № 16 з кінця 50-х років XIX ст. розташовувалася будівля повітового училища, перетвореного згодом у міське 5-класне. У 1905 р. його вихованці виступили з вимогами свободи зібрань, скасування плати за навчання і необов'язкового відвідування церкви.
Там, де зараз височіє 4-поверхова будівля (буд. № 17), до революції знаходився ще один навчальний заклад — реальне училище.
По вул. Богородицькій, з південного боку колишньої взуттєвої фабрики, ще у 1950-х роках можна було бачити частину одного з найстаріших будинків Херсона із вмонтованим у стіну вапняковим монолітом. На моноліті, який тепер зберігається у Херсонському краєзнавчому музеї, є напис: "Будинок майора Леонтовича. 1782 ", повідомляє прізвище власника і дату споруди.
У буд. № 36, понад чотири роки жила перша в Російській імперії жінка-офіцер Надія Дурова. Народилася вона в Києві у 1783 р. Її батько — офіцер російської армії, незабаром був переведений до Херсона, куди виїхав разом з чотиримісячної донькою.
У будинку місцевого багатія Волохина (№ 38) на початку XX ст. знімала квартиру родина Бурлюків. У грудні 1912 р. поет і художник Д. Д. Бурдюк приймав на цій квартирі В. В. Маяковського, який їхав до нього в с. Чорнянка. Тут також у різні часи зупинялися живописець, графік і театральний художник М. Ф. Ларіонов, письменник А. М. Ремізов.

## Визначні будівлі

### Реальне училище
Питання щодо відкриття в Херсоні реального училища було поставлене Міською Думою перед урядом ще у 1872 році. Проте лише приїзд до Херсона у 1875 році міністра народної освіти прискорив вирішення цього питання. Він дав згоду на відкриття 4-х класного реального училища, за умови, якщо для училища буде надано готове приміщення і забезпечена щорічна сума в 10,300 рублів. Умова була виконана і училище відкрилося 15 серпня 1877 (за іншими джерелами — у червні 1876 року) в будівлях колишніх жандармських казарм. В одному з його флігелів з 1813 по 1880 рік розміщувалося парафіяльне училище, і сусіди скаржилися один на одного через шум і розмови, що заважали проведенню занять.
Реальне училище спочатку складалося з трьох класів (III, IV і V), в серпні 1877 року був відкритий і наступний VI. Однак учням, які закінчили шість класів, важко було вступити в додаткові класи інших реальних училищ, і в 1883 році був відкритий додатковий клас механіко-технічного відділення. Пізніше, у 1888 році, відкрито 1-й, а з початком 1889 навчального року — ІІ-й клас, так що з цього часу училище перетворено в 6-класне з додатковим класом, у повній відповідності до затвердженого 9 червня 1888 Статутом реальних училищ.
Після закінчення громадянської війни в будівлі була відкрита дворічна професійна школа машинобудування та архітектурного будівництва. Школа випускала фахівців середньої кваліфікації: майстрів, десятників. Згодом вона послужила базою для створення в Херсоні машинобудівного технікуму. Будівельне відділення школи було виділено, і на його базі організовано дорожній технікум. Під час Великої Вітчизняної війни колишня будівля Реального училища була спалена і тривалий час стояла зруйнованою.
У 1960-х роках на його місці був побудований чотириповерховий корпус проектно-конструкторського та технологічного інституту. Нині банк «Аваль» (вул. Богородицька, 17).

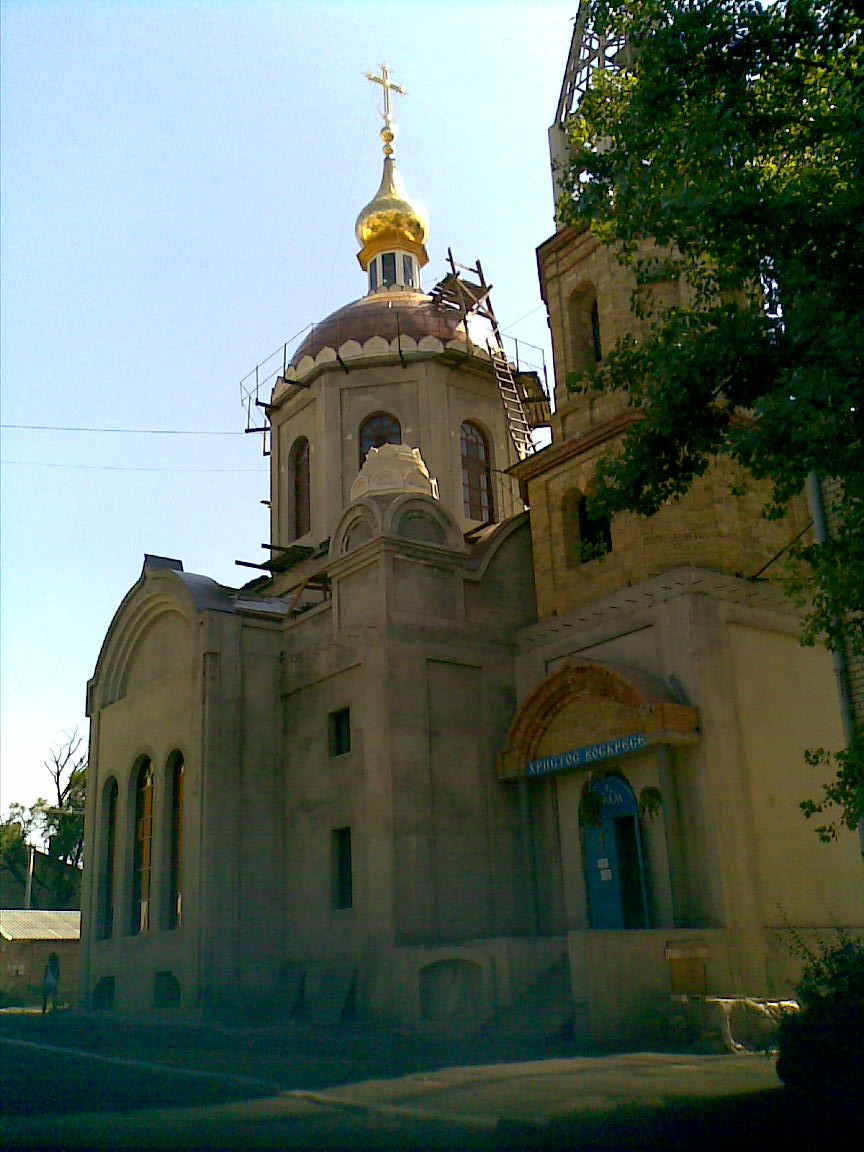
Різдвяно-Богородицький храм під час реставрації, 2010 рік

### Храм Різдва Пресвятої Богородиці «Монастирок»
Своєрідна архітектура будинку свідчить про те, що будівля побудована ще в роки розквіту Херсона (1780-ті роки). Вона значиться на плані 1792 як складське приміщення. У 1799 році на занедбаний будинок звернули увагу ченці-старовіри Корсунського монастиря.
18 червня 1799 архієпископом Новоросійським і Дніпровським Гавриїлом, за клопотанням ігумена Корсунського монастиря Іоасафа, було дано дозвіл на прибудову церкви в цій будівлі та зарахування її до монастиря. Церква була відкрита на другому поверсі та освячена в ім'я Пресвятої Богородиці, а у великих підвалах влаштовані келії. Крім цього двоповерхового будинку в подвір'ї входили флігель і сараї. Вся ділянка займав чверть кварталу, витягнувшись уздовж Торгового провулку від Богородицької до Михайлівської вулиці. У 1818 році церква була розширена, прибудована триярусна дзвіниця (дерев'яна, на кам'яному першому ярусі) і дерев'яний барабан з куполом. У 1834 році Богородицька старообрядницька церква була звернена у єдиновір'я. У 1885 році дзвіниця перебудована в кам'яну.

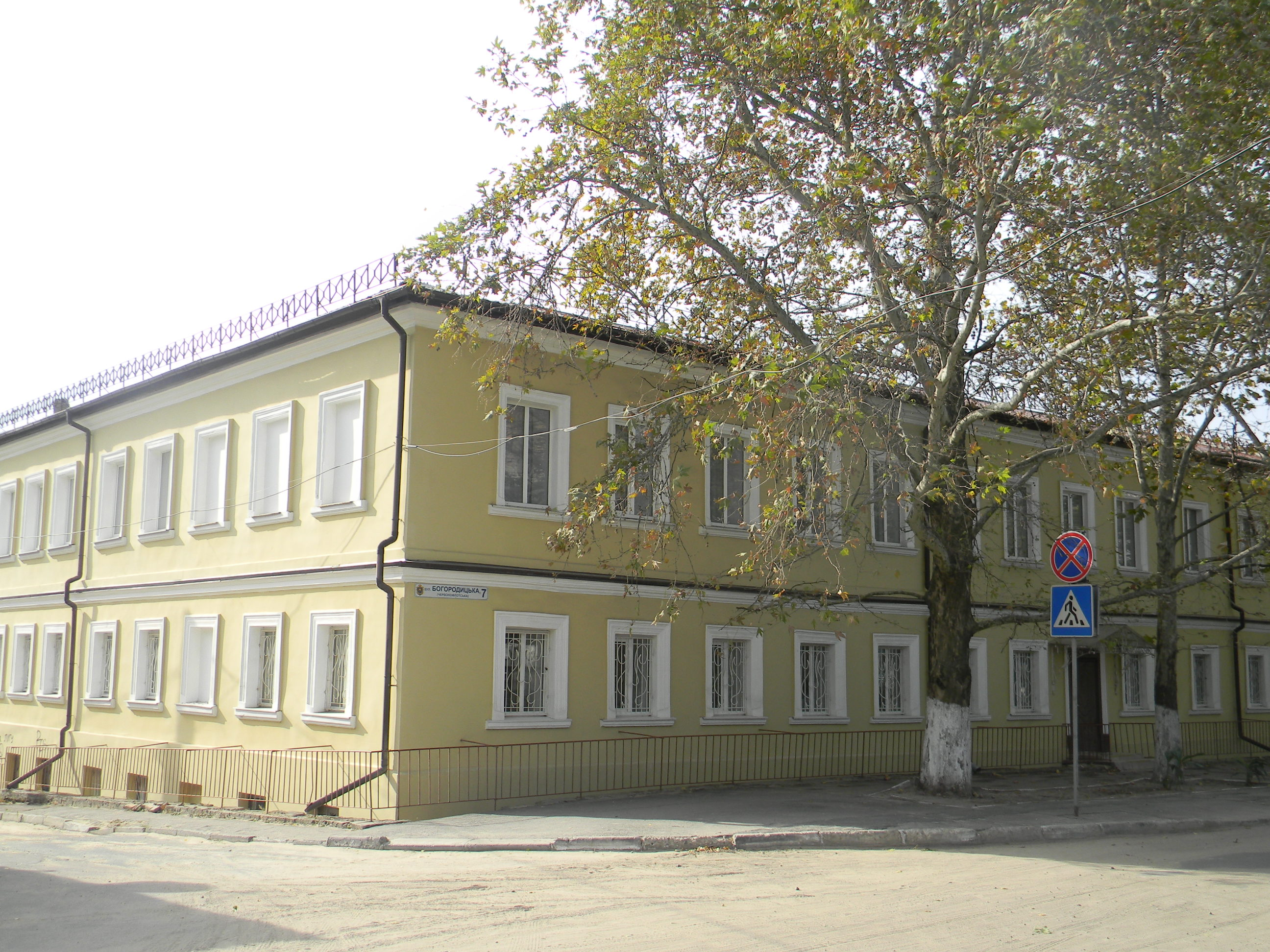
Будівля колишнього духовного училища

Церква функціонувала до лютого 1930 року. Згодом купол був знятий, а дзвіниця розібрана. Довгий час в будівлі розміщувався спортивний клуб. У 1990-ті роки церква була передана віруючим і відновлюється. Сучасна назва: Храм Різдва Пресвятої Богородиці «Монастирок» (вул. Богородицька, 29).

### Херсонське духовне училище
Нині — один з навчальних корпусів музичного училища (вул. Богородицька, 7).